# La poetica della rêverie
La poetica della rêverie, opera del filosofo ed epistemologo francese Gaston Bachelard (Bar-sur-Aube, 27 giugno 1884 – Parigi, 16 ottobre 1962) edita nel 1960 e in traduzione italiana dal 1984, indaga su basi fenomenologiche il processo psichico della rêverie e le sue implicazioni in ambito poetico. La riflessione si snoda per cinque capitoli che affrontano nodi concettuali autonomi.

## Capitolo primo:Rêveries sulla rêverie. Il sognatore di parole
Bachelard è convinto che la fenomenologia possa contribuire ad una presa di coscienza verso tutti i fenomeni psichici, dando uno valore soggettivo a immagini che spesso hanno solo un'oggettività incerta o effimera. Il metodo fenomenologico ci porta a cercare di comunicare con la coscienza creatrice del poeta stesso, vale a dire con la rêverie di un poeta. L'autore considera l'immagine poetica come una conquista della parola, differente invece è la posizione dello psicanalista che definisce la poesia come un grandioso lapsus della parola. Si vive spesso la fantasticheria come una fuga al di là della realtà. Seguendo il suo flusso, sempre discendente, la coscienza si disperde e di conseguenza si offusca. Ci accorgiamo che a differenza di un sogno la rêverie non si racconta, per comunicarla è necessario scriverla. In essa si forma un mondo fantasticato e da questo apprendiamo le possibilità di accrescimento del nostro essere. Bachelard introduce i concetti di rêves e rêverie come:
(La poetica della rêverie, capitolo primo, p.37)
Ci sono parole nelle quali il femminile compenetra tutte le sillabe, tali parole appartengono al linguaggio dell'anima. Calzante è l'esempio dei nomi dei fiumi come la Loira, la Senna e la Mosella; ci vogliono sostantivi femminili per rispettare la femminilità dell'acqua. L'autore sostiene che ci sia un profondo piacere ad associare il maschile e il femminile; in quanto la rêverie di parola fornisce un incredibile stimolo a quella poetica. È questo il compito di un sognatore di parole e come tale sogna perché è un poeta. Se il femminile e il maschile si traducono in un linguaggio asessuato perdono il loro "fascino". Secondo Bachelard, uno dei principali sognatori di parole è Balzac. I suoi bouquets non sono solo di fiori, ma di parole, ovvero di sillabe.
Tutte le fantasticherie dell'autore si dualizzano, come il liuto e la lira o i pianti e le lacrime. Nel pensiero di Bachelard, il femminile e il maschile assumono l'identità rispettivamente di immagine e di concetto. La prima non può dare materia al concetto; il secondo dando solidità e stabilità all'immagine, soffocherebbe la vita. L'immagine può essere studiata solo attraverso se stessa, fantasticando e sognando così come si trova nella rêverie .

## Capitolo secondo:Rêveries sulla rêverie.Animus e Anima
Qui Bachelard distingue la rêverie dal sogno per lo stato di consapevolezza. Inoltre, per quanto riguarda il linguaggio, la rêverie solitaria non opera censure all'interno della nostra mente e tramite essa noi ci conosciamo di volta in volta al maschile e al femminile. Fondamentale, soprattutto per il concetto di Animus-Anima, è il fatto che esse non possiedano lo stesso peso “psichico” se appartenenti al linguaggio della rêverie o a quello razionale. Alquanto rilevante, quando interviene la rêverie, è l'idealizzazione dell'oggetto e del soggetto sognante. Bachelard è convinto che il migliore strumento per indagare il nostro Io intimo siano proprio le rêverie, in cui un uomo e una donna comunicano in armonia e apportano un'azione distensiva. L'autore conferisce massima importanza, tra le scuole di psicanalisi a lui contemporanee, a quella di Jung, poiché questi ha dimostrato chiaramente che lo psichismo umano è androgino nel suo essere più primitivo. Viene fatto anche riferimento a Nietzsche, per la sua femminilità definita tanto più profonda quanto più nascosta. La dialettica del maschile e del femminile deve essere interpretata secondo un ritmo di profondità : dal meno profondo, il maschile, al sempre più profondo, cioè il femminile. Una delle definizioni più esaurienti di rêverie è quella di Henri Bosco:
(La poetica della rêverie, capitolo secondo, p.67)
.
Alla luce di tutto ciò, è comprensibile come all'interno dell'anima alberghino le potenze di Animus e Anima. Bachelard chiarisce anche il motivo del titolo di questo secondo capitolo della sua opera, in quanto ritiene che una rêverie sulla rêverie sia esattamente una fenomenologia dell'Anima, dalla cui armonia scaturisce una “Poetica della rêverie”. Nella profondità indeterminata della rêverie domina il riposo femminile, che è l'unico vero e concreto riposo di tutto il nostro essere. Nel sonno, infatti, raramente si riposa, oltre il corpo, anche l'anima, e il riposo della notte non appartiene fino in fondo a noi stessi. All'Animus appartengono i progetti e le preoccupazioni, visti come assenza da se stessi; è propria dell'Anima, invece, la rêverie che vive il presente delle immagini felici, della spensieratezza, che è l'essenza del femminile. La rêverie pura, quindi, è, come Bachelard stesso afferma, forse la manifestazione più caratteristica dell'Anima e le immagini poetiche di cui questa si nutre si possono raccogliere, quasi collezionare, in primo luogo attraverso la lettura. Anche in questo caso è necessario distinguere la lettura come Animus, vigilante, pronta alla critica, e la lettura come Anima, sempre alla ricerca nell'intimità del riposo.
Parte dell'interesse di Bachelard, seguendo ancora Jung, va alle rêveries cosmiche dell'alchimia, nella quale le congiunzioni di maschile e femminile sono complesse, sfumate : l'alchimista, infatti, nel suo laboratorio “traduce in esperienza le sue rêveries” e la metafora ricopre un ruolo importantissimo per un cosiddetto “sognatore di parole”, in quanto rappresenta l'origine dell'immagine. Si può dunque identificare la congiunzione di sostanze, in alchimia, con la congiunzione delle potenze del maschile e del femminile.
L'Animus e l'Anima hanno dei vocabolari distinti e in ogni nome si può scorgere il proprio essere: come potrebbe l'acqua, nella sua dolcezza e profondità, non essere femminile!
La rêverie ha la padronanza dei suoi continui e necessari sdoppiamenti: ognuno di noi, come spiegato, è Animus e Anima e, contemporaneamente, l'essere proiettato dalla rêverie è duplice come noi stessi. Per quanto riguarda la proiezione e idealizzazione di Animus e Anima all'interno della poetica dell'androginia, viene ricordato il saggio di Balzac “Séraphîta”. Grande sognatore è definito colui che sogna il proprio sdoppiamento, che idealizza la vita nella vita stessa e che, di conseguenza, propende inevitabilmente per il femminile. Interessanti sono, inoltre, i collegamenti con il Romanticismo, che si è occupato intensamente del problema della polarità psicologica e che, dopo essere stato necessariamente privato del suo occultismo e della sua magia, può essere rivissuto come procedimento di amore idealizzato. Le migliori rêveries, in ogni caso, provengono, sia per gli uomini che per le donne, dal femminile che ognuno possiede.
Infine, a Bachelard preme chiarire se nella sua opera sia l'Animus o l'Anima a scrivere e, secondo lui, è possibile dare una risposta esaustiva a ciò solamente attraverso un ulteriore interrogativo : chi siamo come Animus e chi siamo come Anima? Il tutto riporterebbe l'intera creazione letteraria sotto il segno dell'ambiguità e dunque pare sufficiente, ma allo stesso tempo essenziale, sottolineare che, per idealizzare la donna, sia necessario essere uomo ma, allo stesso tempo, un uomo fiducioso nella sua coscienza di Anima.

## Capitolo terzo:le rêveries sull'infanzia
In questo capitolo, Bachelard presenta come verità ontologica il permanere nell'animo umano di un nucleo infantile, di un'infanzia immobile, nascosta agli altri ma viva nell'esperienza poetica. Secondo l'autore l'essere del cogito creativo attraversa tutte le età senza invecchiare: nella rêverie non è concepito un tempo fisico, materico; è il mondo esterno a porre dei vincoli, sono i genitori che insegnano ai figli a fissar delle date che corrispondano ad un determinato avvenimento. Quando anima e spirito si compenetrano il poeta, lo scrittore rivive il passato in completezza; egli si divide tra l'essere per il (proprio) mondo e l'essere per gli uomini. Bachelard afferma che nel ricordo si rinasce come da un'acqua che si allontana dall'ombra della maturità. Un elemento che ricorre nei romanzi di Henri Bosco è proprio l'acqua, con i suoi bagliori e i suoi limbi. Il rifluire alla sorgente crea un labirinto della vita. Bachelard cita K.P.Moritz:
<<La nostra infanzia sarebbe allora il Lete dove noi avremmo bevuto per non dissolverci nel tutto passato e futuro, per avere una personalità convenientemente delimitata. Siamo in una sorta di labirinto; non ritroviamo il filo che ci permetterebbe di uscirne e, senza dubbio, non dobbiamo ritrovarlo>>.
(citato da Albert Béguin, L'âme romantique et le rêve, prima edizione, pp.83-84)
Attraverso la contemplazione si risale ad un incipit di coscienza:
<<Come gli archetipi del fuoco, dell'acqua e della luce, l'infanzia che è un'acqua, che è un fuoco, che diventa una luce, determina un grande aumento degli archetipi fondamentali>>.
(La poetica della rêverie, capitolo terzo, p.135)
L'infanzia della rêverie è anche e soprattutto un desiderio, un sogno perfetto:
<<Perché se tutto era abolito nella mia vera memoria, tutto viveva invece con straordinaria freschezza in una memoria immaginaria. Al centro di vaste distese spogliate dall'oblio, brillava continuamente quest'infanzia meravigliosa che mi sembrava di avere un tempo inventata […] Perché era la mia giovinezza, la mia, quella che mi ero creata e non quella giovinezza che mi aveva imposta dal di fuori di una infanzia passata dolorosamente>>.
(H.Bosco, Hyacinthe, p.156)
Infine, l'autore presenta il cogito del sognatore come una percezione sensoriale. Il rimando è ancora a Henri Bosco:
<<sono stato allevato nell'odore della terra, del grano e del vino nuovo. Mi viene ancora, quando ci penso, un vivo vapore di gioia e di giovinezza>>.
(Antonin, p.14)

## Capitolo quarto:il «cogito» del sognatore

### Sogno e rêverie
Bachelard prende in esame la questione del sogno notturno, stato onirico che non ci appartiene e si impadronisce del nostro essere conducendoci ad un “non essere”, ad uno stadio “presoggettivo” e quindi ad una distruzione o meglio ad una rinuncia delle nostre potenzialità. L'acqua rappresenta una situazione di pace ed equilibrio ma anch'essa come il sogno comporta una negazione, uno smarrimento del “cogito” in una dimensione senza storia o avvenire. Dal sogno notturno non è quindi possibile estrarre il cogito del sognatore dato che egli stesso smarrisce l'essere all'interno. Questa consapevolezza negata costituisce un vero e proprio mistero ontologico. La ricerca dello psicoanalista mira a trovare una testimonianza di questo essere perduto; la sua risulta comunque un'analisi superficiale nell'ambito della socializzazione: egli si limita ad affermare l'esistenza di un sognatore in quanto sognante. Bachelard esprime quindi la necessità di accostarsi ad un campo più accessibile di quello del sogno: il cogito della rêverie.
La differenza tra rêverie e sogno consiste appunto nella possibilità di formulare un cogito; infatti la rêverie in quanto:
presuppone una componente di consapevolezza ed è caratterizzata dall'assenza di tensioni e da libertà immaginativa. Esiste inoltre una possibile continuità tra rêverie e sogno scandita da stadi intermedi di maggiore o minore coscienza.

### Un giardino di fiori, ovvero: il processo poetico
La rêverie può essere indotta attraverso l'uso di psicotropi, secondo la definizione di Jean Delay, cioè farmaci in grado di modificare l'attività mentale e i comportamenti psicologici fornendo immagini che stimolino e regolino il cogito del sognatore. In questo caso la rêverie è cosciente e produttiva e può dirsi “poetica”; si tratta di un'“ontologia del benessere” (La poetica della rêverie capitolo quarto p. 158) come suggerisce Bachelard imprescindibile da una condizione di felicità. Il cogito risulta immediatamente collegato all'oggetto che, tramite l attività poetica, è promosso a una nuova dignità dell ' esistenza, prende vita, si rinnova. Questo processo poetico viene paragonato ad un giardino in cui i fiori e i frutti rappresentano i sentimenti evocati nella loro molteplicità. Tramite la lettura è possibile vivere uno stato di «simbolismo aperto» (La poetica della rêverie capitolo quarto p. 163) che induce a innumerevoli rêverie personalizzate. La correlazione tra oggetto e soggetto è molto forte e il sognatore crea un mondo che esiste in quanto sognato: ecco il cogito. 
L'uomo della rêverie inoltre è cosmicamente felice, poiché il mondo sognato è accogliente, costruito a sua somiglianza. La rêverie fornisce quindi la materia per la poesia ed il poeta è un sognatore di particolare sensibilità che trae da uno stato reale di “onirismo lucido” illusioni benefiche arricchite poi dall'espressione poetica, egli è il vero profeta del dramma ontologico.

### La rêverie in espansione: l'oggetto ed il sognatore
Questa capacità immaginativa della rêverie anima il futuro, Il sogno entra a fare parte del proprio essere in una collaborazione tra reale e irreale che Henri Bosco ne l'Antiquaire definisce “terzo mondo ambiguo”. Il sognatore riversa sugli oggetti il proprio cogito in un processo di umanizzazione che crea una sorta di “intimità”, in cui la vita frazionaria del reale è ricondotta all'unità dell'uomo. La rêverie pone sullo stesso piano soggetto e oggetto creando un rapporto esclusivo di “fedeltà” in cui è possibile per entrambi ritrovare se stessi. Questa “plasticità” tra l'uomo e il mondo è estranea al sogno notturno che spesso è popolato da oggetti ostili. L'immaginazione dunque non conosce il “non essere” e lo spazio della rêverie avvolge il sognatore, tanto da costituire un «interno privo di esterno» (La poetica della rêverie capitolo quarto p. 173). Oltre all'“io” del sonno e l “io” vigile della rêverie , l'estetica dell'onirismo comprende anche un “io” delle narcosi, tipico dei cosiddetti “paradisi artificiali” descritti dalla letteratura. In questi casi il bisogno comunicativo dell'autore ha dato origine alla consumazione di sostanze psicotrope quali l'oppio per stimolare il meccanismo immaginativo.

## Capitolo quinto:rêverie e cosmo
Nel complesso capitolo finale del libro la prospettiva del filosofo si allarga a tal punto da mettere in relazione il concetto di rêverie con quello di cosmo, riferendosi ad esso, a ben vedere, secondo il significato greco del termine, ovvero “ordine supremo”.
Se si intende la rêverie come il mezzo attraverso il quale il sognatore possa mettersi in contatto con l'essenza profonda del tutto, la condizione necessaria è in primo luogo la Tranquillità:
(La poetica della rêverie, capitolo quinto, p.178)
Nella solitudine e tranquillità della propria rêverie, il sognatore, che proprio in tale tranquillità entra in contatto col benessere che soggiace alla fluida materia dell'essere, si configura non tanto come soggetto di una percezione, bensì come contemplatore dell'ordine del mondo; questo in un processo che lo porta ad allargare il suo sguardo contemplante ed estatico da delle immagini suggestive (che richiamano intuitivamente gli archetipi misteriosi e profondi che abitano la misteriosa dimensione pre-natale) all'universo stesso. Come si è detto, l'immaginazione espande le immagini in maniera intuitiva e immediata: tale espansione è detta rêverie cosmica.
Riflettendo sull'immagine primaria del frutto, Bachelard infatti afferma:
(La poetica della rêverie, capitolo quinto, p.180)
.
La tesi principale sostenuta dal libro è che “la rêverie è una coscienza di benessere”. Proprio il benessere che deriva dalla rêverie discende dal profondo bisogno che ne sentiamo: la rêverie cosmica, in particolare, è in grado di farci sentire a casa nel mondo, parte dell'essere.
Per godere delle rêverie, per, cioè, renderle attuali, per prender parte e, così, poter comunicare la “vita segreta” che “anima tutte le cose” è necessario, secondo il filosofo, imparare di nuovo a “sognare”, a non affidarsi cioè, esclusivamente al pensiero logico-razionale: proprio questa attitudine permise ai filosofi antichi di elaborare le proprie grandi immagini cosmiche. L'uomo d'oggi non fa altro che mostrarsi in preda di una aridità connessa ad una carenza di miti di cui, viceversa, era pregna l'antichità (quest'idea non resta affatto isolata nel Novecento: si pensi alla poetica di Cesare Pavese, tutta protesa alla ricerca dei miti archetipici dell'uomo; ma anche, prima, a Giacomo Leopardi, secondo cui i miti dell'antichità rendevano l'immaginazione molto più feconda rispetto all'inaridita età del progresso scientifico-razionale). 

### La rêverie cosmica attiva e poetica
Il lungo preambolo sfocia infine nella trattazione propria del capitolo: lo scrittore preferisce infatti non trattare la rêverie che “addormenta”, bensì quella attiva, capace ovvero di ispirare opere poetiche (da cui il titolo dell'opera): si parlerà di rêverie cosmica poetica.
Con una premessa fenomenologica, innanzitutto è necessario che il soggetto contemplante guardi (con l'occhio dell'immaginazione, s'intende) qualcosa di bello. E tale è il cosmo, l'universo: la rêverie cosmica non può legarsi all'avvertimento di una bruttezza, proprio perché “l'universo possiede una bellezza unificante”, ed è dunque proprio quella bellezza, suscitatrice di benessere nel contemplatore, a sostanziare l'essenza del cosmo, della Natura.
Pare dunque logico dedurre che, accanto alla concezione di un mistero naturale con aspetti misticizzanti, e, proprio per la natura intuitiva del rapporto che l'uomo è in grado di cogliere con tale Essenza, accanto anche ad un sostrato anti-razionale e anti-positivistico comune ad esperienze culturali che percorrono tutto il Novecento (a partire dal Decadentismo), non si possa parlare per Bachelard di Natura matrigna (si pensi, a titolo di esempio, a Lucrezio e, nuovamente, a Leopardi).
Ritornando alla bellezza, essa è in grado di istituire un rapporto reciproco di sguardi tra soggetto ed oggetto della contemplazione, in un viaggio che porta ad una comunione di essenza tra sognatore e cosmo: suggestivamente, Bachelard afferma:
(La poetica della rêverie, capitolo quinto, p.191)
In tale sostanziale comunione il poeta-sognatore è chiamato a tradurre in parola poetica l'esperienza che vive, ciò che viene definito estetizzazione dello psichismo. Il linguaggio deve essere poetico, in quanto deve riuscire ad interessare il lettore, attraverso la creazione da parte del poeta di un vero proprio cosmo della parola, il raggiungimento più alto da parte di un poeta. Tale creazione è intimamente connessa, e anzi consiste in una lode delle bellezze della natura. L'intero processo è sintetizzabile in questi punti:
- 1. Passaggio dal Mondo dello sguardo (pura contemplazione) al Mondo della Parola (linguaggio significante).
- 2. Estetizzazione dello psichismo: dal Mondo della parola al linguaggio poetico.
- 3. Creazione del cosmo della parola: lode della bellezza cosmica attraverso il linguaggio poetico.

Importantissimo, Bachelard arriva a far intendere l'importanza della parola (forse rifacendosi a degli studi di filosofia analitca o di Émile Benveniste, che istituiscono un rapporto strettissimo tra linguaggio e consapevolezza della propria soggettività) enunciando un vero e proprio assioma che egli stesso cita da L'Antiquaire del grande scrittore francese Henri Bosco: 
(La poetica della rêverie, capitolo quinto, p.193)

### Le immagini principe
Di nuovo Bosco compare tra le citazioni del filosofo francese, ad argomentare con rigoroso riscontro testuale la capacità poetica di comunicare l'esperienza della rêverie cosmica. Egli è scelto proprio per la sua propensione a rappresentare le immagini principe, ovvero quei fenomeni o elementi dotati di una “cosmicità essenziale”. Esse in buona parte corrispondono alle immagini dei quattro elementi: 
(La poetica della rêverie, capitolo quinto, p.181)

#### Il fuoco
Occupandosi del fuoco, il falò di radici contenuto nel Malicroix di Bosco appare al filosofo estremamente probante: leggendo tali pagine (citate per intero) il lettore non può che essere invaso dal benessere che gli comunica la rêverie del poeta. La cosmicità essenziale contenuta nell'immagine del fuoco, potenziata (si parla proprio di rêverie potenziata) da quella delle radici, portano il lettore, come il poeta prima di lui, e come il personaggio del romanzo, ad entrare in comunicazione con l'essenza comune a uomo e mondo.
Il fuoco è in grado, secondo Bachelard, di creare una rêverie che si approfondisce, che permette all'uomo di radicarsi nel mondo.

#### L'acqua e l'aria
Come il fuoco, l'acqua: per dimostrare la legge (di cui sopra) secondo cui la poesia estetizza il mondo esaltandone la bellezza, il filosofo regala una cascata di citazioni da scrittori tra i quali spiccano (di nuovo) Bosco, che da Le jardin de Hyacinthe, parlando da un “eremo lacustre”, a detta di Bachelard è in grado di “cogliere la sostanza dei nostri sogni” (in relazione al riposo cosmico connesso all'acqua stagnante), Yvan Goll, legato alla visione del lago e dei suoi mille riflessi come l'Argo dai mille occhi e Jacques Audiberti, che nel capitolo Il lago del suo Carnage descrive la metamorfosi di una donna in Melusina, emblema dell'io universalizzante, proprio mediante la visione e la partecipazione all'essenza del lago.
Infine, Bachelard ci parla della Melusina di Carnage proprio in quanto io universalizzante, come esempio della messa in relazione della rêverie dell'acqua (il lago) con quella dell'aria (il cielo e il volo).
(La poetica della rêverie, capitolo quinto, p.212-213)

## Costanti
- Importanza della parola e dei nomi
- Anima e identità di sé
- Onirismo
- Acqua
- Alchimia e meditazione
- Tema del doppio
- I quattro elementi come richiami all'essenza cosmica
- Immagini privilegiate e naturalmente poetiche:
  - Fuoco di radici
  - Acqua stagnante
  - Il volo
  - Ciò che è bello
- Cosmo come Argo dai mille occhi
- Attenzione fenomenologica a fenomeni psichici
- la parola poetica